# Alberto Pozzetti
Alberto Pozzetti (* 11. September 1914 in Acqui Terme; † 2002 in Rom) war ein italienischer Dokumentarfilmer und Drehbuchautor.

## Leben
Pozzetti schloss in Architektur ab und besuchte dann das Centro Sperimentale di Cinematografia; aus dieser Zeit rührt eine Erfahrung als Regieassistent bei Goffredo Alessandrini. Er widmete sich dann dem Dokumentarfilm und legte von 1938 bis zum Ende der 1950er Jahre zahlreiche Werke meist kultureller Thematiken vor. Bei einigen Gelegenheiten betätigte Pozzetti sich als Drehbuchautor; mit Gianni Franciolini drehte er auch erneut als Regieassistent. Seine eigenen Ausflüge in den Spielfilmbereich bilden zwei Kooperationen im Jahr 1951.

## Filmografie (Auswahl)
Ko-Regie
- 1951: Vendetta, die Rache des Bruders (Il capitano nero)
- 1951: Tizio, Caio e Sempronio